# Saint-Éloi (Ain)
Saint-Éloi è un comune francese di 390 abitanti situato nel dipartimento dell'Ain della regione dell'Alvernia-Rodano-Alpi.

## Società

### Evoluzione demografica
Abitanti censiti